# Liste der Kulturdenkmale in Sermuth
In der Liste der Kulturdenkmale in Sermuth sind die Kulturdenkmale des Colditzer Ortsteils Sermuth verzeichnet, die bis Mai 2024 vom Landesamt für Denkmalpflege Sachsen erfasst wurden (ohne archäologische Kulturdenkmale). Die Anmerkungen sind zu beachten.
Diese Aufzählung ist eine Teilmenge der Liste der Kulturdenkmale in Colditz.

## Sermuth
| Bild                                    | Bezeichnung | Lage                                       | Datierung                                                                                           | Beschreibung | ID       |
| --------------------------------------- | --- | ------------------------------------------ | --------------------------------------------------------------------------------------------------- | --- | -------- |
| Weitere Bilder                          | Straßenbrücke Leitenbach (Einzeldenkmal der Sachgesamtheit 09306199) | (Flurstück 638/2) (Karte)                  | 1875                                                                                                | Einzeldenkmal der Sachgesamtheit Muldentalbahn; am km 53,065 der Eisenbahnstrecke Glauchau–Wurzen (Muldentalbahn), nördlich der alten Ortslage Kötteritzsch, ursprünglich für zweigleisigen Betrieb erbaut, verkehrsgeschichtlich von Bedeutung. Straßenbrücke über die Bahnstrecke Glauchau–Wurzen (Muldentalbahn), Brücke und Brückenwangen aus Polygonalmauerwerk (Granit), Segmentbogen mit seitlicher Eckquaderung aus Sandstein, oberer Brückenrand mit Sandsteinabdeckung, 1875 erbaut, ursprünglich für zweigleisigen Bahnbetrieb gebaut, jedoch nur ein Gleis angelegt. | 08974454 |
| Weitere Bilder                          | Eisenbahnbrücke über die Mulde (Viadukt Kössern) | (Flurstück 935/1) (Karte)                  | 1866–1867, später überformt                                                                         | Östlicher Teil der Brücke in der Grimmaer Gemarkung Kössern (siehe 08974507), westlicher Teil der Brücke in der Gemarkung Sermuth, Eisenbahnstrecke Borsdorf – Coswig (Streckennummer 6386), verkehrsgeschichtlich und landschaftsgestaltend von Bedeutung. Ausrichtung von Nordwesten nach Südosten, ehemals zweigleisige Strecke wird in getrennten Stahltrögen, die als Einfeldträger ausgeführt wurden, über das Flusstal geführt, Pfeiler in Bruchstein, Trogbrücke aus genieteten Stahlträgern, Länge der Brücke: 309,8 m, Breite: 5,2 m, Höhe: 9,1 m, Bauart 15 NP, Die Feldlängen variieren im Vorland zwischen 18 m und 20 m. Die Stützweiten der drei Trogfelder über die Mulde betragen ca. 28 m. Die Brückenpfeiler mit einer Höhe von ca. 3,50 m und einer Dicke von ca. 2,00 m bestehen aus Natursteinmauerwerk und wurden im oberen Teil durch Beton ergänzt. | 09305773 |
| Weitere Bilder                          | Sachgesamtheitsbestandteil der Sachgesamtheit Muldentalbahn, Teilabschnitt Sermuth | (Flurstücke 638/2, 266/5) (Karte)          | 1875                                                                                                | Sachgesamtheitsbestandteil der Sachgesamtheit Muldentalbahn, Teilabschnitt Colditz, Ortsteil Sermuth, mit dem Einzeldenkmal: Brücke Leitenbach Mulde (08974454), siehe Glauchau, 09306181; Sachgesamtheit mit allen Bahnanlagen, darunter Gleisanlagen mit Unter- und Oberbau, Streckenkilometrierung, Fernmelde- und Signalanlagen, Bahnstationen einschließlich aller Funktionsbauten, Wärterhäuschen, Brücken und Durchlässen in den Gemeinden Glauchau (Ortsteile Glauchau, Kleinbernsdorf, Reinholdshain, Niederlungwitz), Limbach-Oberfrohna (Ortsteile Wolkenburg-Kaufungen, Herrndorf, Uhlsdorf), Remse (Ortsteil Remse), Waldenburg (Ortsteile Niederwinkel, Oberwinkel, Waldenburg), Lunzenau (Ortsteile Lunzenau, Berthelsdorf, Cossen, Rochsburg, Göritzhain), Penig (Ortsteile Markersdorf, Penig, Amerika, Arnsdorf, Thierbach, Zinnberg), Rochlitz (Ortsteile Penna, Rochlitz; Zaßnitz), Seelitz (Ortsteile Fischheim, Seelitz, Biesern, Steudten), Colditz (Ortsteile Colditz, Lastau, Möseln, Sermuth, Zschetzsch), Grimma (Ortsteile Großbothen), für die Industrieentwicklung des Muldentals wichtige und landschaftsbildende prägende Normalspurbahn, wirtschaftsgeschichtlich, eisenbahngeschichtlich, landschaftsgestaltend sowie regionalgeschichtlich von Bedeutung. - Empfangsgebäude mit angebauter Güterabfertigung: 2,5-geschossig, Satteldach, Drempel | 09306199 |
|                                         | Wohnstallhaus eines Vierseithofes | Am Eichberg 3 (Karte)                      | Mitte 19. Jahrhundert                                                                               | Alte Ortslage Kleinsermuth, schlichter Putzbau mit Zwillingsfenster im Giebel, Zeugnis der bäuerlichen Bau- und Lebensweise des 19. Jahrhunderts, bau- und heimatgeschichtlich von Bedeutung. Zweigeschossiger verputzter Massivbau, Tür- und Fenstergewände in Porphyrtuff, Türgewände mit Verdachung, im Giebel Zwillingsfenster mit Halbsäule in Porphyrtuff, Krüppelwalmdach mit Schieferdeckung, verputzte Traufe, im Inneren Gewölbe. | 08974399 |
| Direkt Bild zu diesem Denkmal hochladen | Kriegerdenkmal für die Gefallenen des Deutsch-Französischen Krieges 1870/1871 | Kötteritzscher Ring (Karte)                | Nach 1871                                                                                           | Sandsteinobelisk auf Sockel und Podest, in alter Ortslage Kötteritzsch, zeit- und ortsgeschichtliche Bedeutung. Sandsteinobelisk auf quadratischem Granitsockel, Schaft aus vier quadratischen vertieften Feldern mit Inschrift „Den im Kriege gegen Frankreich 1870–71 tapferen Söhnen“, der Rest unleserlich. | 08974445 |
| Direkt Bild zu diesem Denkmal hochladen | Häuslerhaus und zwei Seitengebäude eines Häusleranwesens | Kötteritzscher Ring 2 (Karte)              | 2. Hälfte 18. Jahrhundert                                                                           | Alte Ortslage Kötteritzsch, Obergeschoss Fachwerk verputzt, vermutlich einer der ältesten Fachwerkbauten des Ortes, von heimatgeschichtlicher Bedeutung. - Wohnhaus: zweigeschossig, Erdgeschoss massiv (weit hervorstehende Mauer), Obergeschoss Fachwerk (zurückspringende Wand), verputzt, alte Tür und Fenster, zwei Eingänge, aufgeputzte Fensterfaschen, Satteldach, zum Teil Biberschwanzdeckung, Giebel zum Teil Schiefer - Nebengebäude: zweigeschossig massiv, verputzt, Satteldach, alte Türen mit Beschlagwerk - zwischen Wohn- und Nebengebäude niedriger zurückgesetzter Zwischenbau: zweigeschossig, Erdgeschoss massiv, verputzt, Obergeschoss Fachwerk, Satteldach | 08974444 |
| Weitere Bilder                          | Herrenhaus (über winkelförmigem Grundriss, Nr. 24), daran angebauter ehemaliger Kuhstall (neben Nr. 24), Inspektorenhaus (mit Kumthalle und Anbau, Nr. 22/23) und ehemaliger Pferdestall (Nr. 25) des Rittergutes Kötteritzsch | Kötteritzscher Ring 22, 23, 24, 25 (Karte) | Ende 18. Jahrhundert (Pferdestall); 1. Hälfte 19. Jahrhundert (Rinderstall); 1882–1883 (Herrenhaus) | Alte Ortslage Kötteritzsch, Herrenhaus ein kunsthistorisch bedeutender Neorenaissancebau mit mächtigem Turm, von besonderer landschaftsprägender Lage hoch über dem Muldental, bau- und ortsgeschichtlich von Bedeutung. - Schloss (Kötteritzscher Ring 24): auf hakenförmigem Grundriss, zweigeschossig, massiv (Ziegelstein), verputzt, Satteldach, Schleppgauben, zum Teil Schieferdeckung, Eckturm an der Außenseite des Winkels auf quadratischem Grundriss, hohes Zeltdach, kranzgesimsartiger Wehrgang auf Konsolen, aufwändige Neorenaissancegliederung durch Volutengiebel (Sandstein mit Muschelmotiven) mit Dreiecks- und Segmentbogengiebelüberdachung, am Westflügel von Eckpilastern und Säulen gerahmter Altan mit Segmentbogenportal mit Schlussstein, darüber Balustrade auf Konsolen, Fenster mit Porphyrtuffgewänden, über der Tür Inschrift: „Freudig trete herein und froh entferne Dich wieder, Ziehst Du als Wanderer vorbei, segne die Pfade Dir Gott ...“ (Rest unleserlich), Schleppgaube, originale Eingangstür mit Ziergitter, Windfang, originales Treppenhaus, - Nordflügel: nach außen zweigeschossiger Erker, im unteren Teil Bleiverglasung, darüber Balkon mit gedrechselten Säulen und Walmdach, Seitenrisalit betont durch gekuppelte Fenster und Zwerchgiebel mit Lisenengliederung - Ehemaliges Inspektorenhaus mit Kumthalle (Kötteritzscher Ring 22 und 23): im ehemaligen Inspektorenhaus jetzt Gaststätte (im Kopfbau), anschließend Pferdestall mit Kumthalle, zweigeschossig, Erdgeschoss massiv, Obergeschoss zum Teil Fachwerk (verbrettert), Krüppelwalmdach, Biberschwanzdeckung, Schleppgaube, dreibogige Kumhalle mit Kreuzgratgewölbe, zwei Porphyrtuffsäulen, rundbogige große Tore (Kutscheneinfahrt), Kopfbau ehemals Inspektorenhaus, Obergeschoss verbrettert, geschnitzte Balkenköpfe und Fensterumrahmung, Giebel verbrettert (diagonal und waagerecht) mit weitem Dachüberstand, traufseitig Satteldachgauben, straßenseitig Segmentbogenportal mit Schlussstein, straßenseitig profiliert, im Erdgeschoss Segmentbogenfenster, im Dach Schleppgaube - Kuhstall: zweigeschossig, massiv, verputzt, Bruchsteinsockel, Satteldach, Schieferdeckung, Fledermausgauben, innen Gewölbe und gusseiserne Säulen - Pferdestall (Kötteritzscher Ring 25): eingeschossig, hohes Mansarddach, abgewalmt, Gauben und Ladeluken im Dach, Biberschwanzdeckung, im Erdgeschoss Stallfenster, Eingänge zum Teil erneuert | 08974452 |
| Direkt Bild zu diesem Denkmal hochladen | Wohnhaus, Wohnstallhaus, zwei winkelförmig aneinandergebaute Seitengebäude, Taubenhaus, Einfriedung und Toreinfahrt eines Bauernhofes                                                                                          | Kötteritzscher Ring 27 (Karte)             | Um 1820 (Wohnstallhaus); 2. Hälfte 19. Jahrhundert (Seitengebäude)                                  | Alte Ortslage Kötteritzsch, Wohnhäuser Putzbauten mit Krüppelwalmdach, beide Seitengebäude mit Fachwerk-Drempel, vermutlich ehemals Teil des Wirtschaftshofes vom Rittergut, von heimatgeschichtlicher Bedeutung. - Wohnhaus: zweigeschossig, massiv, verputzt, Segmentbogenportal (Porphyrtuff), Obergeschoss alte Fenster und Ladeluke, Krüppelwalmdach, Biberschwanzdeckung - Seitengebäude/Scheune mit Tordurchfahrt: im Winkel zum Stall, eingeschossig, massiv, Fachwerk-Drempel, Satteldach-Gaube mit Ladeluke, eine Durchfahrt mit Holzlattentor, an Giebelseite polygonaler Abschluss, Sattel- und Walmdach mit Knauf, Biberschwanzdeckung - Seitengebäude/Kuhstall: eingeschossig, massiv, Fachwerk-Drempel mit Ladeluke, Satteldach, Biberschwanzdeckung, innen preußisches Kappengewölbe - Tauben- bzw. Torhäuschen (flankieren den Hofzugang): zwei- bzw. eingeschossig, Erdgeschoss massiv, verputzt, rundbogiger Eingang (vermauert), Obergeschoss Fachwerk mit Ziegelsteinausfachung, geschnitzte Fensterrahmen, Sattel- bzw. Pultdach - Einfriedung: zum Teil Ziereisengitter, zum Teil Bruchsteinmauer mit zwei Torpfeilern (Bruchstein, verputzt) | 08974446 |
| Direkt Bild zu diesem Denkmal hochladen | Villa, mit Einfriedung und Gartenlaube | Muldentalstraße 3 (Karte)                  | Bezeichnet mit 1902 (Inschrifttafel über Tür)                                                       | Putzbau im Landhausstil um 1900, Klinker-, Putz- und Kunststeingliederungen, teils auch Natursteinelemente, alte Ortslage Großsermuth, straßenbildprägende Lage, baugeschichtlich und baukünstlerisch von Bedeutung. - Villa: zweigeschossig, Sockel Zyklopenmauerwerk, Obergeschoss verputzt, Satteldach mit Dreiecks-Schleppgaube, Schieferdeckung, kannelierter Mittelrisalit mit Zwerchhaus und Krüppelwalmdach, weiter Dachüberstand, Hängegiebel mit geschnitzten Sparrenköpfen, Altan mit kannelierter Pilasterrahmung, Balkon mit Balustrade und Pfeilern aus Sandstein, zum Teil originale Fenster, Fenstergewände Kunststein, im Risalit Fenster mit Dreiecksüberdachung und Kopfrelief, originale Eingangstür mit Oberlicht, rundbogige Gewände, darüber Tafel mit Inschrift „OR, 1902“ in Kartusche - Einfriedung: Balustrade (aus Beton gegossen), Eingangspfeiler mit Kugelaufsatz, zum Feld hin Bruchsteinmauer verputzt, zwei Torpfeiler | 08974448 |
| Weitere Bilder                          | Seitengebäude und Scheune eines Vierseithofes | Muldentalstraße 18 (Karte)                 | 19. Jahrhundert                                                                                     | Alte Ortslage Kleinsermuth, Fachwerkbauten, Zeugnisse der baulichen Entwicklung auf dem Lande, von bau- und heimatgeschichtlicher Bedeutung. - Seitengebäude: zweigeschossig, Erdgeschoss verputzt, Massivbau (Bruchstein), Obergeschoss zum Teil verputzt, zum Teil originale Fenster, Satteldach mit Schieferdeckung, Holztraufe, Giebel massiv erneuert - Scheune: Fachwerkscheune, Krüppelwalmdach mit Biberschwanzdeckung, Holztraufe | 08974401 |
| Weitere Bilder                          | Wohnstallhaus eines Dreiseithofes | Muldentalstraße 20 (Karte)                 | Bezeichnet mit 1853 (Türsturz)                                                                      | Alte Ortslage Kleinsermuth, schlichter Putzbau mit Porphyrtuffgliederunge, Zwillingsfenster im Giebel, Zeugnis der baulichen Entwicklung auf dem Lande im 19. Jahrhundert, baugeschichtlich von Bedeutung. Zweigeschossiger verputzter Massivbau (Bruchstein), Fenster- und Türgewände in Porphyrtuff, ältere Fenster, Türgewände mit Verdachung, Krüppelwalmdach, Holztraufe, im Giebel Doppelfenster in Porphyrtuff, rückwärtig Backhaus (verändert). | 08974400 |
| Direkt Bild zu diesem Denkmal hochladen | Ehemaliges Jugendheim | Parkstraße 3 (Karte)                       | Um 1936                                                                                             | Putzbau, ehemaliges HJ-Heim in alter Ortslage Kötteritzsch, sozialhistorisches und bauhistorisches Zeugnis der Bauweise im Nationalsozialismus. - Wohnheim: eingeschossig, niedriger Bruchsteinsockel, originaler Putz (Nesterputz), Satteldach, Biberschwanzdeckung, drei Satteldachgauben, Giebel diagonal verbrettert, traufseitig Reste des abgeschlagenen Reliefs (Reichsadler und Hakenkreuz) aus Porphyrtuff (nur in Umrissen erkennbar) - Seitengebäude: eingeschossiger Holzbau, Sockel massiv, verbrettert, Satteldach, Biberschwanzdeckung, originale Holztüren und originale Fenster | 08974450 |
| Direkt Bild zu diesem Denkmal hochladen | Häuslerhaus | Schlossberg 10 (Karte)                     | Um 1800                                                                                             | Alte Ortslage Kötteritzsch, Fachwerkhaus, bau- und heimatgeschichtlich bedeutend. Giebelständiges zweigeschossiges Wohnhaus, Erdgeschoss massiv, verputzt, Obergeschoss Fachwerk (Lehmgefache), Satteldach Biberschwanzdeckung, traufseitig abgeschleppt, Giebel verbrettert. | 08974443 |
| Weitere Bilder                          | Wohnstallhaus, Seitengebäude (mit Kumthalle), Scheune und Toranlage (Toreinfahrt mit Pforte) eines Dreiseithofes | Sermuther Dorfstraße 12 (Karte)            | 1928 laut Auskunft                                                                                  | Alte Ortslage Großsermuth, Zeugnis der ländlichen Bauweise besonders der 1. Hälfte des 20. Jahrhunderts, Wohnstallhaus relativ aufwendig gestalteter Putzbau, Wirtschaftsbauten massiv, seltene einbogige Kumthalle am Seitengebäude, bau- und heimatgeschichtlich von Bedeutung. - Wohnstallhaus: zweigeschossiger verputzter Massivbau, originale Putzgliederung, Fenstersohlbänke in Kunststein, Krüppelwalmdach mit Dachaufbauten, Fensterputzfaschen, originale Fenster, zum Hof Loggia, Tür mit Leutepforte und Dachziegelbekrönungen - Seitengebäude: zweigeschossig, Türgewände in Kunststein, Mittelrisalit mit Kumthalle (Ziegelsteinbogen), originale Putzgliederung, Satteldach - Scheune: eingeschossig | 08974398 |

## Tabellenlegende
- Bild: Bild des Kulturdenkmals, ggf. zusätzlich mit einem Link zu weiteren Fotos des Kulturdenkmals im Medienarchiv Wikimedia Commons. Wenn man auf das Kamerasymbol klickt, können Fotos zu Kulturdenkmalen aus dieser Liste hochgeladen werden:
- Bezeichnung: Denkmalgeschützte Objekte und ggf. Bauwerksname des Kulturdenkmals
- Lage: Straßenname und Hausnummer oder Flurstücknummer des Kulturdenkmals. Die Grundsortierung der Liste erfolgt nach dieser Adresse. Der Link (Karte) führt zu verschiedenen Kartendiensten mit der Position des Kulturdenkmals. Fehlt dieser Link, wurden die Koordinaten noch nicht eingetragen. Sind diese bekannt, können sie über ein Tool mit einer Kartenansicht einfach nachgetragen werden. In dieser Kartenansicht sind Kulturdenkmale ohne Koordinaten mit einem roten bzw. orangen Marker dargestellt und können durch Verschieben auf die richtige Position in der Karte mit Koordinaten versehen werden. Kulturdenkmale ohne Bild sind an einem blauen bzw. roten Marker erkennbar.
- Datierung: Baubeginn, Fertigstellung, Datum der Erstnennung oder grobe zeitliche Einordnung entsprechend des Eintrags in der sächsischen Denkmaldatenbank
- Beschreibung: Kurzcharakteristik des Kulturdenkmals entsprechend des Eintrags in der sächsischen Denkmaldatenbank, ggf. ergänzt durch die dort nur selten veröffentlichten Erfassungstexte oder zusätzliche Informationen
- ID: Vom Landesamt für Denkmalpflege Sachsen vergebene, das Kulturdenkmal eindeutig identifizierende Objekt-Nummer. Der Link führt zum PDF-Denkmaldokument des Landesamtes für Denkmalpflege Sachsen. Bei ehemaligen Kulturdenkmalen können die Objektnummern unbekannt sein und deshalb fehlen bzw. die Links von aus der Datenbank entfernten Objektnummern ins Leere führen. Ein ggf. vorhandenes Icon  führt zu den Angaben des Kulturdenkmals bei Wikidata.